# Leichtathletik-Weltmeisterschaften 2015/4 × 100 m der Frauen

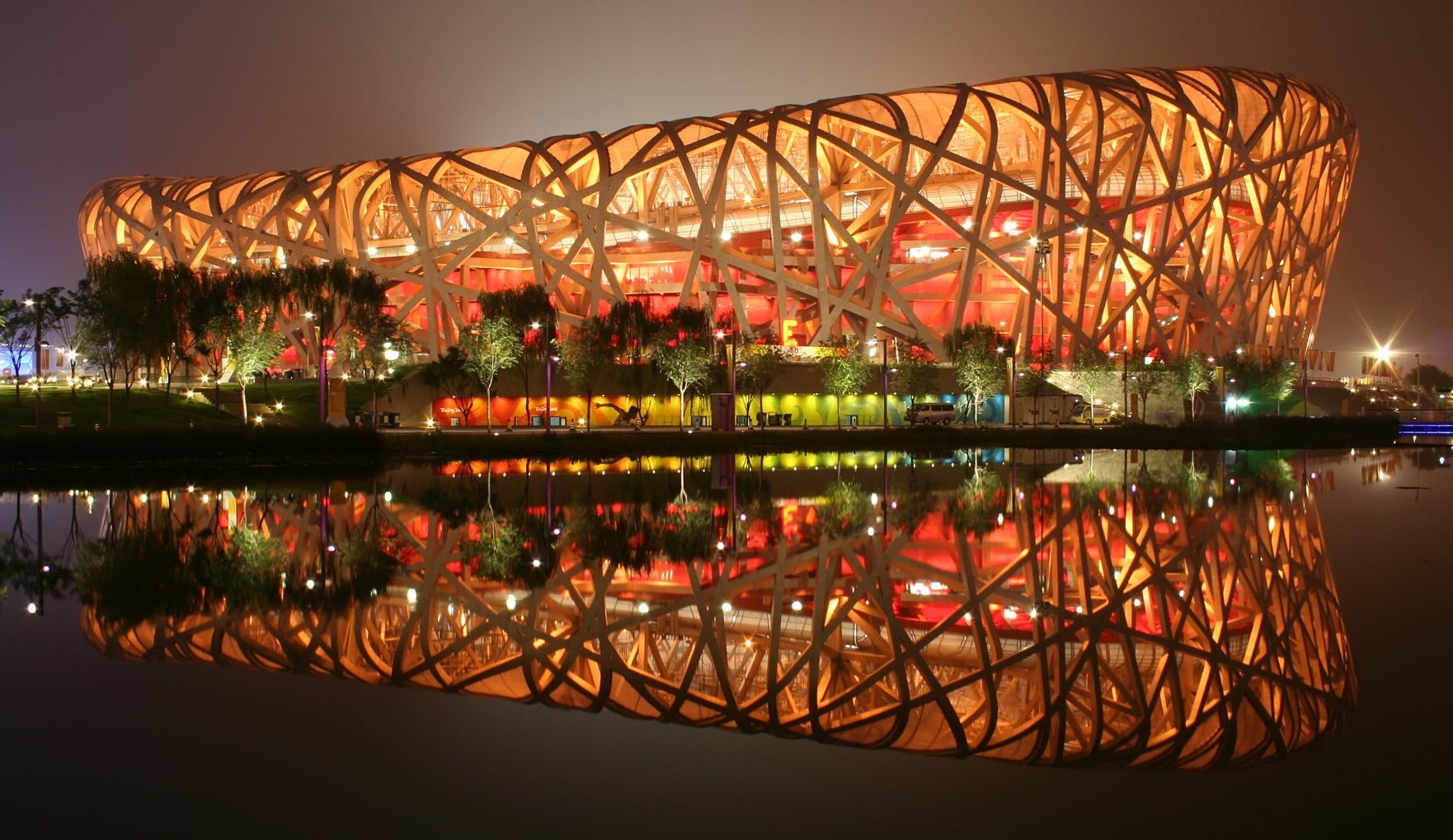
Das Nationalstadion Peking während der Weltmeisterschaften

Die 4-mal-100-Meter-Staffel der Frauen bei den Leichtathletik-Weltmeisterschaften 2015 wurde am 29. August 2015 im Nationalstadion der chinesischen Hauptstadt Peking ausgetragen.
Es siegte die Staffel aus Jamaika mit Veronica Campbell-Brown (Finale), Natasha Morrison, Elaine Thompson (Finale) und Shelly-Ann Fraser-Pryce sowie den im Vorlauf außerdem eingesetzten Sherone Simpson und Kerron Stewart.

Silber ging an die Vereinigten Staaten (English Gardner, Allyson Felix, Jenna Prandini, Jasmine Todd).

Bronze gewann das Team aus Trinidad und Tobago mit Kelly-Ann Baptiste, Michelle-Lee Ahye, Reyare Thomas und Semoy Hackett (Finale) sowie der im Vorlauf außerdem eingesetzten Khalifa St. Fort.
Auch die in den Staffeln der Medaillengewinnerinnen im Vorlauf eingesetzten Läuferinnen aus Jamaika sowie Trinidad und Tobago erhielten entsprechendes Edelmetall. Rekorde und Bestleistungen standen dagegen nur den tatsächlich laufenden Athletinnen zu.

## Rekorde

### Bestehende Rekorde
| Weltrekord | USA Tianna Madison, Allyson Felix, Bianca Knight, Carmelita Jeter                   | 40,82 s | OS in London, Großbritannien | 10. August 2012 |
| WM-Rekord  | Jamaika Carrie Russell, Kerron Stewart, Schillonie Calvert, Shelly-Ann Fraser-Pryce | 41,29 s | WM in Moskau, Russland       | 18. August 2013 |

### Rekordverbesserung
Die Staffel aus Jamaika verbesserte den bestehenden WM-Rekord im Finale am 29. August in der Besetzung Veronica Campbell-Brown, Natasha Morrison, Elaine Thompson und Shelly-Ann Fraser-Pryce um 22 Hundertstelsekunden auf 41,07 s.
Außerdem gab es zwei Weltjahresbestleistungen und fünf Landesrekorde.
- Weltjahresbestleistungen:
  - 41,84 s – Jamaika (Sherone Simpson, Natasha Morrison, Kerron Stewart, Shelly-Ann Fraser-Pryce), erster Vorlauf am 29. August
  - 41,07 s – Jamaika (Veronica Campbell-Brown, Natasha Morrison, Elaine Thompson, Shelly-Ann Fraser-Pryce), Finale am 29. August
- Landesrekorde:
  - 42,60 s – Kanada (Crystal Emmanuel, Kimberly Hyacinthe, Isatu Fofanah, Khamica Bingham), erster Vorlauf am 29. August
  - 42,24 s – Trinidad und Tobago (Kelly-Ann Baptiste, Michelle-Lee Ahye, Reyare Thomas, Khalifa St. Fort), zweiter Vorlauf am 29. August
  - 42,03 s – Trinidad und Tobago (Kelly-Ann Baptiste, Michelle-Lee Ahye, Reyare Thomas, Semoy Hackett), Finale am 29. August
  - 42,32 s – Niederlande (Nadine Visser, Dafne Schippers, Naomi Sedney, Jamile Samuel), zweiter Vorlauf am 29. August
  - 42,10 s – Großbritannien (Asha Philip, Dina Asher-Smith, Jodie Williams, Desiree Henry), zweiter Vorlauf am 29. August

## Doping
Deborah Oluwaseun Odeyemi, Mitglied der Staffel Nigerias, wurde bei den nigerianischen Meisterschaften am 30. Juli 2015 positiv auf das Steroid Methenolon getestet. Die nigerianische Staffel, die im Vorlauf ausgeschieden war, wurde disqualifiziert, die Athletin erhielt eine Sperre von vier Jahren. 2021 wurde die Russin Marina Pantelejewa bei einer Nachuntersuchung der Dopingproben positiv auf das Steroid Stanozolol getestet und mit einer vierjährigen Wettkampfsperre belegt. Zudem wurden alle ihre Ergebnisse zwischen Juni 2015 und Juni 2019 annulliert, darunter auch das Staffelergebnis bei den Weltmeisterschaften.

## Vorläufe
Aus den beiden Vorläufen qualifizierten sich die jeweils drei Ersten jedes Laufes – hellblau unterlegt – und zusätzlich die beiden Zeitschnellsten – hellgrün unterlegt – für das Halbfinale.

### Vorlauf 1
29. August 2015, 12:00 Ortszeit (6:00 Uhr MESZ)
| Platz | Bahn | Land                | Athletinnen                                                                                 | Zeit (s)                        |
| ----- | ---- | ------------------- | ------------------------------------------------------------------------------------------- | ------------------------------- |
| 01    | 6    | Jamaika             | Sherone Simpson (Vorlauf) Natasha Morrison Kerron Stewart (Vorlauf) Shelly-Ann Fraser-Pryce | 41,84 WL                        |
| 02    | 5    | Großbritannien      | Asha Philip Jodie Williams Bianca Williams (Vorlauf) Desiree Henry                          | 42,48 SB                        |
| 03    | 8    | Kanada              | Crystal Emmanuel Kimberly Hyacinthe Isatu Fofanah Khamica Bingham                           | 42,60 NR                        |
| 04    | 3    | Volksrepublik China | Liang Xiaojing Kong Lingwei Lin Huijun Wei Yongli                                           | 43,18                           |
| 05    | 9    | Polen               | Agata Forkasiewicz Anna Kiełbasińska Weronika Wedler Marta Jeschke                          | 43,20 SB                        |
| 06    | 4    | Italien             | Giulia Riva Irene Siragusa Anna Bongiorni Gloria Hooper                                     | 43,22 SB                        |
| DOP   | 2    | Nigeria             | Gloria Asumnu Stephanie Kalu Deborah Oluwaseun Odeyemi Cecilia Francis                      | 43,89                           |
| DOP   | 7    | Russland            | Marina Pantelejewa Xenija Ryschowa Jelisaweta Demirowa Jekaterina Smirnowa (Vorlauf)        | 43,09 für das Finale zugelassen |

### Vorlauf 2
29. August 2015, 12:08 Ortszeit (6:08 Uhr MESZ)
| Platz | Bahn | Land                | Athletinnen                                                                   | Zeit (s)                                     |
| ----- | ---- | ------------------- | ----------------------------------------------------------------------------- | -------------------------------------------- |
| 01    | 8    | USA                 | English Gardner Allyson Felix Jenna Prandini Jasmine Todd                     | 42,00                                        |
| 02    | 7    | Trinidad und Tobago | Kelly-Ann Baptiste Michelle-Lee Ahye Reyare Thomas Khalifa St. Fort (Vorlauf) | 42,24 NR                                     |
| 03    | 9    | Niederlande         | Nadine Visser Dafne Schippers Naomi Sedney Jamile Samuel                      | 42,32 NR                                     |
| 04    | 6    | Deutschland         | Rebekka Haase Alexandra Burghardt Gina Lückenkemper Verena Sailer             | 42,64 SB                                     |
| 05    | 4    | Brasilien           | Bruna Farias Franciela Krasucki Vitória Cristina Rosa Rosângela Santos        | 43,15 eigentlich für das Finale qualifiziert |
| 06    | 5    | Schweiz             | Marisa Lavanchy Léa Sprunger Mujinga Kambundji Sarah Atcho                    | 43,38                                        |
| 07    | 2    | Frankreich          | Lénora Guion-Firmin Stella Akakpo Maroussia Paré Céline Distel-Bonnet         | 43,58 SB                                     |
| 08    | 2    | Ukraine             | Olessja Powch Natalija Strohowa Chrystyna Stuj Natalija Pyhyda                | 43,59                                        |

### Finale
29. August 2015, 20:45 Uhr Ortszeit (14:45 Uhr MESZ)
Das Rennen lief auf das Duell zwischen Jamaika und den USA hinaus. Diese beiden Nationen verfügten schon seit vielen Jahren über die besten Einzelsprinterinnen. Bei den letzten Olympischen Spielen hatte das US-Team mit Weltrekord gewonnen, bei den letzten Weltmeisterschaften hatte Jamaika vorne gelegen. Auch der Kampf um Bronze war offen. Aussichtsreich gingen dabei vor allem die Europameisterinnen aus Großbritannien sowie die hier in den Vorläufen überzeugenden Teams aus Trinidad und Tobago und den Niederlanden – jeweils mit nationalem Rekord – an den Start.
Für das Finale gab es folgende Besetzungsänderungen:
- Jamaika – Veronica Campbell-Brown lief anstelle von Sherone Simpson, Elaine Thompson anstelle von Kerron Stewart.
- Trinidad und Tobago – Khalifa St. Fort wurde durch Semoy Hackett ersetzt.
- Großbritannien – Dina Asher-Smith lief für Bianca Williams.
- Russland – Anna Kukuschkina ersetzte Jekaterina Smirnowa.

Im Finale lagen die USA und Jamaika nach zweihundert Metern ziemlich gleichauf. Auch die Niederländerinnen mit Dafne Schippers als zweiter Läuferin waren noch sehr gut im Rennen. In der Zielkurve lief die Jamaikanerin Elaine Thompson sehr stark und übergab den Stab mit einem deutlichen Vorsprung vor ihren Gegnerinnen an Schlussläuferin Shelly-Ann Fraser-Pryce. Die US-Amerikanerin Jasmine Todd lag an zweiter Stelle und war auf dem Schlussabschnitt chancenlos gegen die Jamaikanerin. So verteidigte Jamaika den Weltmeistertitel von 2013, die US-Amerikanerinnen gewannen Silber. Dahinter errang die Staffel aus Trinidad und Tobago die Bronzemedaille knapp vor den Britinnen. Als Fünfte kam die Niederlande ins Ziel, doch die Staffel wurde nach dem Rennen wegen eines Wechselfehlers disqualifiziert. So belegte Deutschland Rang fünf vor Kanada. Die Russinnen verloren gleich beim ersten Wechsel den Stab und konnten das Rennen nicht beenden.
| Platz | Bahn | Land                | Athletinnen | Zeit (s)                                                         |
| ----- | ---- | ------------------- | --- | ---------------------------------------------------------------- |
|       | 6    | Jamaika             | Veronica Campbell-Brown (Finale) Natasha Morrison Elaine Thompson (Finale) Shelly-Ann Fraser-Pryce im Vorlauf außerdem: Sherone Simpson Kerron Stewart | 41,07 CR/WL                                                      |
|       | 5    | USA                 | English Gardner Allyson Felix Jenna Prandini Jasmine Todd                                                                                              | 41,68 SB                                                         |
|       | 4    | Trinidad und Tobago | Kelly-Ann Baptiste Michelle-Lee Ahye Reyare Thomas Semoy Hackett (Finale) im Vorlauf außerdem: Khalifa St. Fort                                        | 42,03 NR                                                         |
| 4     | 7    | Großbritannien      | Asha Philip Dina Asher-Smith (Finale) Jodie Williams Desiree Henry im Vorlauf außerdem: Bianca Williams                                                | 42,10 NR                                                         |
| 5     | 3    | Deutschland         | Rebekka Haase Alexandra Burghardt Gina Lückenkemper Verena Sailer                                                                                      | 42,64 SB                                                         |
| 6     | 9    | Kanada              | Crystal Emmanuel Kimberly Hyacinthe Isatu Fofanah Khamica Bingham                                                                                      | 43,05                                                            |
| DSQ   | 8    | Niederlande         | Nadine Visser Dafne Schippers Naomi Sedney Jamile Samuel                                                                                               | IAAF Rule 170.7 – Staffelstabübergabe außerhalb des Wechselraums |
| DOP   | 2    | Russland            | Marina Pantelejewa Xenija Ryschowa Jelisaweta Demirowa Anna Kukuschkina (Finale) im Vorlauf außerdem: Jekaterina Smirnowa                              |                                                                  |

## Video
- 4x100m relay women IAAF World Athletics Championships 2015 Beijing, youtube.com, abgerufen am 21. Februar 2021